# Parc Nacional de Nordre Isfjorden
El Parc Nacional de Nordre Isfjorden (en noruec: Nordre Isfjorden nasjonalpark) es troba a l'illa de Spitsbergen, a l'arxipèlag de Svalbard, Noruega. El parc va ser inaugurat el 2003. Pren el nom de l'Isfjorden, al nord de Barentsburg. El parc porta el nom de l'Isfjorden, un dels fiords més grossos de Svalbard. A la part nord d'aquest fiord es troba un paisatge costaner verge que sosté la vegetació i la fauna d'una forma considerable.

## Flora i fauna
Durant certs moments de l'any hi ha un flux d'entrada d'aigua salada i calenta, que fomenta el creixement del plàncton, que sustenta un gran nombre de crustacis. Els crustacis atrauen els peixos com el capelí i el bacallà polar, que al seu torn atrauen aus i mamífers.

### Ocells
Només unes poques espècies d'aus viuen o visiten el parc, però els que hi ha sovint es reuneixen en gran nombre. Les principals són el somorgollaire de Brünnich, el gavotí, el fraret atlàntic, el gavinot hiperbori, el fulmar i la gavineta. Altres espècies notables són l'oca de galta blanca, l'oca de bec curt i la perdiu blanca de Svalbard.